# Cheilanthes
Cheilanthes är ett släkte av kantbräkenväxter. Cheilanthes ingår i familjen Pteridaceae.

## Bildgalleri

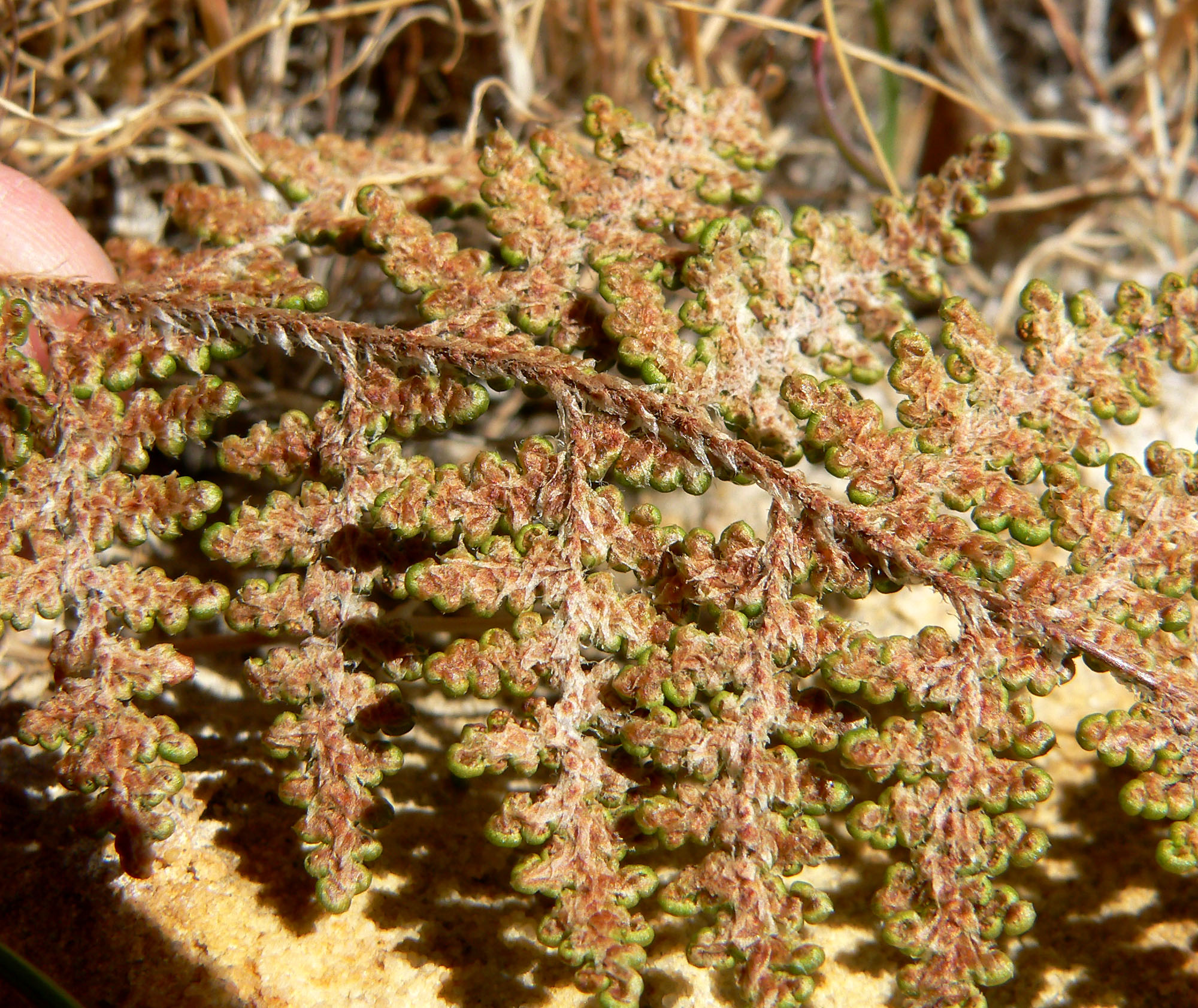

## Dottertaxa tillCheilanthes, i alfabetisk ordning[1]
- Cheilanthes acrostica
- Cheilanthes adiantoides
- Cheilanthes angustifrondosa
- Cheilanthes austrotenuifolia
- Cheilanthes belangeri
- Cheilanthes belensis
- Cheilanthes bergiana
- Cheilanthes bhutanica
- Cheilanthes boivinii
- Cheilanthes bolborrhiza
- Cheilanthes bonapartei
- Cheilanthes botswanae
- Cheilanthes brausei
- Cheilanthes brownii
- Cheilanthes buchananii
- Cheilanthes canescens
- Cheilanthes capensis
- Cheilanthes caudata
- Cheilanthes ceterachoides
- Cheilanthes chinensis
- Cheilanthes christii
- Cheilanthes chusana
- Cheilanthes contigua
- Cheilanthes contracta
- Cheilanthes coriacea
- Cheilanthes deboeri
- Cheilanthes delicatula
- Cheilanthes deltoidea
- Cheilanthes depauperata
- Cheilanthes dinteri
- Cheilanthes distans
- Cheilanthes dolomiticola
- Cheilanthes duriensis
- Cheilanthes eckloniana
- Cheilanthes erythraea
- Cheilanthes fractifera
- Cheilanthes fragilis
- Cheilanthes glutinosa
- Cheilanthes guanchica
- Cheilanthes hancockii
- Cheilanthes hastata
- Cheilanthes hirta
- Cheilanthes hispanica
- Cheilanthes iberica
- Cheilanthes inaequalis
- Cheilanthes induta
- Cheilanthes insignis
- Cheilanthes insularis
- Cheilanthes involuta
- Cheilanthes juergensii
- Cheilanthes kochiana
- Cheilanthes kunzei
- Cheilanthes kurdica
- Cheilanthes laciniata
- Cheilanthes leachii
- Cheilanthes leonardii
- Cheilanthes leucopoda
- Cheilanthes lindigii
- Cheilanthes lozanoi
- Cheilanthes madagascariensis
- Cheilanthes malacitensis
- Cheilanthes marchettiana
- Cheilanthes marlothii
- Cheilanthes muelleri
- Cheilanthes multifida
- Cheilanthes namaquensis
- Cheilanthes nielsii
- Cheilanthes nitida
- Cheilanthes nitidula
- Cheilanthes nudiuscula
- Cheilanthes opposita
- Cheilanthes pantanalensis
- Cheilanthes parviloba
- Cheilanthes patula
- Cheilanthes pentagona
- Cheilanthes perlanata
- Cheilanthes perrieri
- Cheilanthes persica
- Cheilanthes poeppigiana
- Cheilanthes praetermissa
- Cheilanthes prenticei
- Cheilanthes prototinaei
- Cheilanthes pteridioides
- Cheilanthes pulchella
- Cheilanthes pumilio
- Cheilanthes quadripinnata
- Cheilanthes reynoldsii
- Cheilanthes rigidula
- Cheilanthes robusta
- Cheilanthes rufopunctata
- Cheilanthes sarmientoi
- Cheilanthes sieberi
- Cheilanthes similis
- Cheilanthes skinneri
- Cheilanthes spiculata
- Cheilanthes teneriffae
- Cheilanthes tenuifolia
- Cheilanthes tibetica
- Cheilanthes tinaei
- Cheilanthes tolocensis
- Cheilanthes trichophylla
- Cheilanthes velutina
- Cheilanthes viridis
- Cheilanthes volcanensis